# Khoury Diagne
Khoury Diagne ist eine senegalesische Leichtathletin, die sich auf den Sprint spezialisiert hat.

## Sportliche Laufbahn
Erste internationale Erfahrungen sammelte Khoury Diagne im Jahr 2019, als sie bei den U18-Afrikameisterschaften in Abidjan mit 25,97 s in der ersten Runde im 200-Meter-Lauf ausschied. 2024 belegte sie bei den Afrikameisterschaften in Douala in 3:24,41 min den fünften Platz in der Mixed-Staffel und gelangte mit der Frauenstaffel über 4-mal 400 Meter mit 3:44,28 min auf Rang sechs.
2023 wurde Diagne senegalesische Meisterin im 200- und 400-Meter-Lauf.

## Persönliche Bestleistungen
- 200 Meter: 24,25 s (+1,5 m/s), 13. August 2023 in Dakar
- 400 Meter: 57,29 s, 4. Juni 2024 in Accra